# Hyllisia albolineata
Hyllisia albolineata là một loài bọ cánh cứng trong họ Cerambycidae.